# Selección de fútbol sub-17 de Francia
La selección de fútbol sub-17 de Francia es el equipo que representa al país en la Copa Mundial de Fútbol Sub-17 y en la Eurocopa Sub-17, y es controlada por la Federación Francesa de Fútbol.

## Historia
Desde que fue creada, no han participado con mucha regularidad en las copas mundiales, ya que tan solo  han clasificado para cuatro ediciones hasta el momento, pero en una de ellas ganaron el título, en la edición del 2001 jugada en Trinidad y Tobago, aunque de esa selección campeona infantil, solo un jugador llegó a jugar en la selección mayor (Florent Sinama-Pongolle), esto porque otros seleccionados decidieron jugar para otra selección.
A nivel continental han estado con un poco más de regularidad, ya que cuentan con 8 presencias, incluyendo un título en el 2004 como el país anfitrión en un equipo que incluía a jugadores que han integrado la selección mayor como Samir Nasri, Karim Benzema, Jérémy Ménez y Hatem Ben Arfa.

## Palmarés
- Copa Mundial de Fútbol Sub-17:
  -  Campeón (1): 2001.
  -  Subcampeón (2): 2023, 2025.
  -  Tercero (1): 2019.

- Eurocopa Sub-17:
  -  Campeón (3): 2004, 2015, 2022.
  -  Subcampeón (5): 1996, 2001, 2002, 2008, 2023.
  -  Tercero (3): 1987, 1989, 2010.

- Copa Toto: 3

1992, 1999, 2009

## Estadísticas

### Mundial Sub-17
| Año   | Fase                                  | Posición                              | PJ                                    | PG                                    | PE                                    | PP                                    | GF                                    | GC                                    |
| ----- | ------------------------------------- | ------------------------------------- | ------------------------------------- | ------------------------------------- | ------------------------------------- | ------------------------------------- | ------------------------------------- | ------------------------------------- |
| 1985  | No clasificó                          | No clasificó                          | No clasificó                          | No clasificó                          | No clasificó                          | No clasificó                          | No clasificó                          | No clasificó                          |
| 1987  | Cuartos de final                      | 7.º                                   | 4                                     | 1                                     | 1                                     | 2                                     | 6                                     | 6                                     |
| 1989  | No clasificó                          | No clasificó                          | No clasificó                          | No clasificó                          | No clasificó                          | No clasificó                          | No clasificó                          | No clasificó                          |
| 1991  | No clasificó                          | No clasificó                          | No clasificó                          | No clasificó                          | No clasificó                          | No clasificó                          | No clasificó                          | No clasificó                          |
| 1993  | No clasificó                          | No clasificó                          | No clasificó                          | No clasificó                          | No clasificó                          | No clasificó                          | No clasificó                          | No clasificó                          |
| 1995  | No clasificó                          | No clasificó                          | No clasificó                          | No clasificó                          | No clasificó                          | No clasificó                          | No clasificó                          | No clasificó                          |
| 1997  | No clasificó                          | No clasificó                          | No clasificó                          | No clasificó                          | No clasificó                          | No clasificó                          | No clasificó                          | No clasificó                          |
| 1999  | No clasificó                          | No clasificó                          | No clasificó                          | No clasificó                          | No clasificó                          | No clasificó                          | No clasificó                          | No clasificó                          |
| 2001  | Campeón                               | 1.º                                   | 6                                     | 5                                     | 0                                     | 1                                     | 18                                    | 8                                     |
| 2003  | No clasificó                          | No clasificó                          | No clasificó                          | No clasificó                          | No clasificó                          | No clasificó                          | No clasificó                          | No clasificó                          |
| 2005  | No clasificó                          | No clasificó                          | No clasificó                          | No clasificó                          | No clasificó                          | No clasificó                          | No clasificó                          | No clasificó                          |
| 2007  | Cuartos de final                      | 7.º                                   | 5                                     | 2                                     | 2                                     | 1                                     | 8                                     | 6                                     |
| 2009  | No clasificó                          | No clasificó                          | No clasificó                          | No clasificó                          | No clasificó                          | No clasificó                          | No clasificó                          | No clasificó                          |
| 2011  | Cuartos de final                      | 8.º                                   | 5                                     | 2                                     | 2                                     | 1                                     | 9                                     | 6                                     |
| 2013  | No clasificó                          | No clasificó                          | No clasificó                          | No clasificó                          | No clasificó                          | No clasificó                          | No clasificó                          | No clasificó                          |
| 2015  | Octavos de final                      | 9.º                                   | 4                                     | 3                                     | 1                                     | 0                                     | 14                                    | 4                                     |
| 2017  | Octavos de final                      | 9.º                                   | 4                                     | 3                                     | 0                                     | 1                                     | 15                                    | 5                                     |
| 2019  | Tercer lugar                          | 3.º                                   | 7                                     | 6                                     | 0                                     | 1                                     | 22                                    | 6                                     |
| 2021  | Cancelado por la Pandemia de COVID-19 | Cancelado por la Pandemia de COVID-19 | Cancelado por la Pandemia de COVID-19 | Cancelado por la Pandemia de COVID-19 | Cancelado por la Pandemia de COVID-19 | Cancelado por la Pandemia de COVID-19 | Cancelado por la Pandemia de COVID-19 | Cancelado por la Pandemia de COVID-19 |
| 2023  | Subcampeón                            | 2.º                                   | 7                                     | 5                                     | 2                                     | 0                                     | 12                                    | 3                                     |
| 2025  | Clasificado                           | Clasificado                           | Clasificado                           | Clasificado                           | Clasificado                           | Clasificado                           | Clasificado                           | Clasificado                           |
| Total | 8/19                                  | 8.º                                   | 42                                    | 27                                    | 8                                     | 7                                     | 104                                   | 44                                    |

### Eurocopa Sub-17
| Año   | Ronda                                      | Posición                                   | PJ                                         | PG                                         | PE                                         | PP                                         | GF                                         | GC                                         |
| ----- | ------------------------------------------ | ------------------------------------------ | ------------------------------------------ | ------------------------------------------ | ------------------------------------------ | ------------------------------------------ | ------------------------------------------ | ------------------------------------------ |
| 2002  | Subcampeón                                 | 2.º                                        | 6                                          | 3                                          | 1                                          | 2                                          | 5                                          | 4                                          |
| 2003  | No clasificó                               | No clasificó                               | No clasificó                               | No clasificó                               | No clasificó                               | No clasificó                               | No clasificó                               | No clasificó                               |
| 2004  | Campeón                                    | 1.º                                        | 5                                          | 5                                          | 0                                          | 0                                          | 11                                         | 3                                          |
| 2005  | No clasificó                               | No clasificó                               | No clasificó                               | No clasificó                               | No clasificó                               | No clasificó                               | No clasificó                               | No clasificó                               |
| 2006  | No clasificó                               | No clasificó                               | No clasificó                               | No clasificó                               | No clasificó                               | No clasificó                               | No clasificó                               | No clasificó                               |
| 2007  | Semifinales                                | 4.º                                        | 4                                          | 1                                          | 1                                          | 2                                          | 4                                          | 6                                          |
| 2008  | Subcampeón                                 | 2.º                                        | 5                                          | 3                                          | 1                                          | 1                                          | 8                                          | 9                                          |
| 2009  | Fase de grupos                             | 7.º                                        | 3                                          | 0                                          | 2                                          | 1                                          | 2                                          | 3                                          |
| 2010  | Semifinales                                | 3.º                                        | 4                                          | 2                                          | 0                                          | 2                                          | 6                                          | 5                                          |
| 2011  | Fase de grupos                             | 6.º                                        | 3                                          | 0                                          | 2                                          | 1                                          | 3                                          | 4                                          |
| 2012  | Fase de grupos                             | 6.º                                        | 3                                          | 0                                          | 2                                          | 1                                          | 3                                          | 6                                          |
| 2013  | No se clasificó                            | No se clasificó                            | No se clasificó                            | No se clasificó                            | No se clasificó                            | No se clasificó                            | No se clasificó                            | No se clasificó                            |
| 2014  | No se clasificó                            | No se clasificó                            | No se clasificó                            | No se clasificó                            | No se clasificó                            | No se clasificó                            | No se clasificó                            | No se clasificó                            |
| 2015  | Campeón                                    | 1.º                                        | 6                                          | 5                                          | 1                                          | 0                                          | 15                                         | 2                                          |
| 2016  | Fase de grupos                             | 15.º                                       | 3                                          | 0                                          | 1                                          | 2                                          | 0                                          | 3                                          |
| 2017  | Cuartos de final                           | 6.º                                        | 4                                          | 2                                          | 0                                          | 2                                          | 12                                         | 7                                          |
| 2018  | No se clasificó                            | No se clasificó                            | No se clasificó                            | No se clasificó                            | No se clasificó                            | No se clasificó                            | No se clasificó                            | No se clasificó                            |
| 2019  | Semifinales                                | 3.º                                        | 5                                          | 3                                          | 1                                          | 1                                          | 14                                         | 6                                          |
| 2020  | Cancelado debido a la pandemia de COVID-19 | Cancelado debido a la pandemia de COVID-19 | Cancelado debido a la pandemia de COVID-19 | Cancelado debido a la pandemia de COVID-19 | Cancelado debido a la pandemia de COVID-19 | Cancelado debido a la pandemia de COVID-19 | Cancelado debido a la pandemia de COVID-19 | Cancelado debido a la pandemia de COVID-19 |
| 2021  | Cancelado debido a la pandemia de COVID-19 | Cancelado debido a la pandemia de COVID-19 | Cancelado debido a la pandemia de COVID-19 | Cancelado debido a la pandemia de COVID-19 | Cancelado debido a la pandemia de COVID-19 | Cancelado debido a la pandemia de COVID-19 | Cancelado debido a la pandemia de COVID-19 | Cancelado debido a la pandemia de COVID-19 |
| 2022  | Campeón                                    | 1.º                                        | 6                                          | 3                                          | 2                                          | 1                                          | 16                                         | 8                                          |
| 2023  | Subcampeón                                 | 2.º                                        | 6                                          | 3                                          | 2                                          | 1                                          | 9                                          | 6                                          |
| 2024  | Fase de grupos                             | 9.º                                        | 3                                          | 2                                          | 0                                          | 1                                          | 3                                          | 5                                          |
| 2025  | Subcampeón                                 | 2.º                                        | 5                                          | 3                                          | 1                                          | 1                                          | 10                                         | 5                                          |
| Total | 16/22                                      |                                            | 72                                         | 34                                         | 20                                         | 18                                         | 122                                        | 82                                         |

1- Los empates también incluyen los partidos que se definieron por penales.

## Jugadores

### Última convocatoria
Convocatoria para el Mundial Sub-17 de 2023.